# Roque Negro
Roque Negro este o arie protejată (arie de protecție specială avifaunistică — SPA) din Spania întinsă pe o suprafață de 1,71 ha, integral pe uscat.

## Localizare
Centrul sitului Roque Negro este situat la coordonatele 28°48′55″N 17°46′01″W / 28.81527°N 17.76697°V.

## Înființare
Situl Roque Negro a fost declarat arie de protecție specială avifaunistică în octombrie 2022 pentru a proteja 5 specii de animale.

## Biodiversitate
Situată în ecoregiunea , aria protejată nu include niciun habitat protejat.
La baza desemnării sitului se află mai multe specii protejate de  păsări (5): Bulweria bulwerii, Calonectris borealis, Columba junoniae, Puffinus lherminieri, chiră de baltă (Sterna hirundo).